# Marcos Sastre
Marcos Sastre (Montevideo, 2 de octubre de 1808 - Buenos Aires, 15 de febrero de 1887) fue un escritor y educador argentino de origen uruguayo, fundador, junto con Juan B. Alberdi, Juan María Gutiérrez y Esteban Echeverría, del Salón Literario, inicio de la Generación del 37.

## Biografía
Cursó sus primeros estudios en Montevideo, pero se trasladó con sus padres a Santa Fe durante la ocupación portuguesa. Concluyó sus estudios secundarios en el Colegio de Monserrat de Córdoba, donde inició estudios de pintura artística.
Tras la Guerra del Brasil regresó a Montevideo, donde fundó una escuela. Pasó a Buenos Aires en 1830, donde inició sus estudios de derecho en la Universidad de Buenos Aires, que no terminó por problemas económicos; y estudió también pintura con distintos artistas.
En 1832 publicó su primera obra didáctica Epitome Historiae Sacrae que iba acompañada de un diccionario latino-castellano. Fue el primero adoptado por la Universidad de Buenos Aires y luego el Gobierno de la provincia de Buenos Aires lo declaró de uso obligatorio tanto en universidades como escuelas.
Al año siguiente abrió la «Librería Argentina», en cuya trastienda comenzó a funcionar desde 1837 el «Salón Literario». Los participantes habituales de las tertulias del Salón eran jóvenes interesados en la cultura, la política y el progreso científico: Miguel Cané, Juan Bautista Alberdi, Juan María Gutiérrez, Esteban Echeverría, Vicente Fidel López. Sus tertulias se orientaban inicialmente a discutir sobre literatura, arte y moda, influidos por el auge del romanticismo en Europa. Secundariamente – al principio – también discutían sobre cultura y política, temas que gradualmente se volvieron centrales.
En 1837, Echeverría fundó en el salón de la Librería Argentina la Asociación de Mayo. La misma fue inicialmente vista con simpatía por personajes centrales del gobierno de Juan Manuel de Rosas, aunque desde el principio resultaron sospechosos para la Sociedad Popular Restauradora. Pero ese mismo año se inició el bloqueo francés del Río de la Plata, el cual – por razones culturales primero, y luego políticas – los definió como enfrentados al rosismo. Pese a las amenazas del grupo parapolicial de La Mazorca, no huyó a Montevideo, como sí lo hicieron muchos de sus amigos. Pero la antipatía oficial y el cierre de las importaciones de libros desde Francia principalmente causaron la quiebra de su librería que cerró el 19 de mayo de 1838. 
En 1840 publicó una novela epistolar, Cartas a Germania.
Se retiró a la cercana localidad de San Fernando, donde abrió una escuela en 1842. Allí concibió y escribió El Tempe Argentino su obra principal como naturalista autodidacta. Era un estudio más lírico que científico sobre la flora, la fauna y la geografía del Delta del Paraná, ilustrada con grabados hechos por la mano de su autor. Además de los consabidos estudios de la flora y fauna evolucionada, contenía estudios sobre los insectos, hongos y helechos de la zona, toda una novedad en su tiempo. Evocando a la región de la antigua Grecia llamada Tempe proponía ideas y sugería proyectos para el desarrollo económico del delta del Paraná. Juan María Gutiérrez le escribió "Creo que Ud. ha acertado escribir el mejor libro que por mucho tiempo saldrá de las prensas de Buenos Aires. Es una obra de interés para todos, incluso los extranjeros dentro y fuera del país. "La obra fue aprobada en 1860 por el gobierno de la provincia de Buenos Aires como libro de premio como texto de lectura para las escuelas públicas.
Tras una visita a su escuela por miembros de la Mazorca, huyó a Santa Fe y luego a Entre Ríos, donde en 1849 fundó el periódico «El Sudamericano». Escribió entonces Anagnosia, un método de lectura novedoso para la época. El nombre que eligió es un neologismo de raíz griega que busca significar que el arte de leer no tiene nombre ni en la lengua antigua ni moderna. Su nombre completo era "Anagnosia ó arte de enseñar y aprender a leer con facilidad, sin empezar por el abecedario ni el deletreo, e inspirando a los niños afición a la lectura y amor a la virtud y el trabajo", fue costeado por él mismo en Santa Fe, en 1849. Dos años luego la editó el Gobierno de Entre Ríos y en 1850 la Municipalidad de la ciudad de Buenos Aires. También el ministro de Instrucción Pública, Vicente Fidel López, lo hizo reimprimir, con consentimiento de Sastre, para que se utilizara en las escuelas públicas de la provincia de Buenos Aires. Sastre no reclamó por esto pago alguno. Por otra parte, hacia 1854, el rector de la Universidad y Director de Escuelas de San Fernando, José Barros Pazos, aconsejó al gobierno el uso del libro, lo que motivó a Sastre a escribir "La Anagnosia en 8 cuadros murales para la enseñanza mutua". En 1859 Bartolomé Mitre ordenó que se utilizara como libro de texto de lectura y de premio en las escuelas públicas.
En 1849 el gobernador Urquiza lo nombró inspector general de Escuelas y director del periódico oficialista «El Federal».
Después de la Batalla de Caseros se instaló nuevamente en Buenos Aires, donde fue nombrado director de la Biblioteca Pública. Por su simpatía con el gobierno de Urquiza, en 1853 fue separado del cargo. De modo que regresó a Entre Ríos, donde ocupó el cargo de director de la Inspección General de Escuelas de la Confederación Argentina. También escribió en varios periódicos y publicó un tratado de Ortografía Completa y otro de Lecciones de Gramática.
Después de la Batalla de Pavón continuó trabajando en la Dirección de Escuelas de la Nación. En 1865 fue nombrado, junto a Enrique M. de Santa Olalla, director de la Escuela Normal de preceptores y maestros de Buenos Aires. Su último cargo público fue el de miembro del Consejo Nacional de Educación, cargo que ejerció hasta su muerte.
Falleció en Buenos Aires en febrero de 1887.

## Homenajes
La ciudad de Sastre, en la Provincia de Santa Fe, calles en varias ciudades argentinas.
En la ciudad de Buenos Aires, la plaza Marcos Sastre, en el barrio de Villa Urquiza, lleva ese nombre por haber estado enterrado ahí su cuerpo cuando el solar era el Cementerio del pueblo de Belgrano. También una calle en el barrio de Villa del Parque.
En la ciudad de Baradero, sobre las barrancas, en la calle Acevedo 664, funciona la Escuela Normal Superior Marcos Sastre. Escuela que lleva su nombre por ser quién construyó junto a Sarmiento el Edificio Histórico de esta Escuela, nombrado patrimonio provincial.
En la ciudad de Tigre, se encuentra el emblemático colegio Nacional Marcos Sastre, ubicado en la calle Liniers 1024. Hoy EES N° 9 Marcos Sastre.